# Володин, Анатолий Иванович
Анатолий Иванович Володин (1921—1991) — участник Великой Отечественной войны, заместитель командира эскадрильи 164-го истребительного авиационного полка 295-й истребительной авиационной дивизии 17-й воздушной армии 3-го Украинского фронта, капитан. Герой Советского Союза.

## Биография
Родился 2 февраля 1921 года в г. Красноводск, ныне Туркмения, в семье рабочего. Русский. Окончил 3 курса автодорожного техникума и аэроклуб в г. Ашхабаде.
В Красной Армии с 1940 года. В 1942 окончил Батайскую военную авиационную школу пилотов. В действующей армии — с января 1943 года. Был лётчиком, командиром звена, заместителем командира эскадрильи.
Заместитель командира эскадрильи 164-го истребительного авиационного полка 295-й истребительной авиационной дивизии капитан Анатолий Володин совершил 384 боевых вылетов, в 74 воздушных боях сбил 18 самолётов противника.
В 1946—1947 годах находился в запасе, работал лётчиком Гражданской авиации. В 1947 вновь был призван в Советскую Армию. Член КПСС с 1953 года. В 1953 году окончил Военный институт МВД СССР, служил на различных командных должностях в пограничных войсках, в частности в период с 1963 по 1978 годы был начальником авиации пограничных войск — начальник авиационного отдела ГУПВ.
С 1986 года генерал-майор А. И. Володин — в отставке. Жил в Москве. Умер 6 декабря 1991 года. Похоронен на Троекуровском кладбище города Москвы.

## Награды
Звание Героя Советского Союза присвоено 23 февраля 1948 года, награждён орденом Ленина (23.02.1948), 4 орденами Красного Знамени (8.09.1943; 29.04.1944; 22.02.1945; 19.12.1967), орденом Александра Невского (12.06.1945), 2 орденами Отечественной войны 1-й степени (13.11.1943; 11.03.1985), орденами «За службу Родине в Вооружённых Силах СССР» 3-й степени (30.04.1975), Красной Звезды (27.12.1982), медалями, знаком «Почётный сотрудник госбезопасности», иностранными наградами.